# Вторая речь Русина о рождении Христа
Вторая речь Русина о рождении Христа (лат. Ulio Concio ruthena pro Nativate Oni (Domini)) — анонимное сатирическое произведение на западнорусском письменном языке в начале XVIII века.

## Описание
Рукопись написана на западнорусском письменном языке на латинке с религиозными терминами из латинского языка с многочисленными полонизмами и русизмами.
Она построена по канонам церковной проповеди и основана на традиционном религиозном сюжете. В сюжете раскрыты просветительные идеи и стиль барокко. Рукопись, скорее всего, принадлежит тому же автору, что и «Речь Русина».